# Alexander Kristoff
Alexander Kristoff (Oslo, 5 luglio 1987) è un ciclista su strada norvegese che corre per l'Uno-X Mobility.
Velocista, in carriera ha vinto un'edizione della Milano-Sanremo (nel 2014) e una del Giro delle Fiandre (nel 2015), oltre a una Gand-Wevelgem (nel 2019) e quattro tappe al Tour de France; nel 2012 è stato medaglia di bronzo olimpica in linea ai Giochi di Londra, mentre nel 2017 e si è laureato campione europeo in linea a Herning.

## Carriera
Nel 2006 gareggia con il team Continental danese Glud & Marstrand-Horsens, mentre dal 2007 al 2009 veste la divisa della formazione norvegese Maxbo/Joker. In queste stagioni si aggiudica diverse gare nel Nord Europa, tra cui due tappe al Ringerike Grand Prix. Passa professionista nel 2010 con il team statunitense BMC, partecipando per la prima volta alle classiche del Nord e ai campionati del mondo; l'anno dopo corre il suo primo Giro d'Italia e si aggiudica il titolo nazionale in linea.
Nel 2012 viene messo sotto contratto dalla squadra ProTour russa Katusha. In stagione, dopo un secondo posto di tappa al Giro d'Italia, vince la medaglia di bronzo nella prova in linea dei Giochi olimpici di Londra: nell'occasione, anticipato da Aleksandr Vinokurov e Rigoberto Urán, riesce a regolare in volata il gruppetto di inseguitori, cogliendo il terzo posto. Nel 2013 vince tre tappe al Giro di Norvegia e una frazione al Giro di Svizzera (suo primo successo in una gara World Tour), e si piazza secondo nella prima tappa del Tour de France e terzo alla Classica di Amburgo.
Nel 2014 comincia ad affermarsi come uno dei più forti velocisti in circolazione: in stagione si aggiudica infatti tra le altre la Milano-Sanremo (una delle cinque classiche monumento), la Rund um den Finanzplatz a Francoforte, due tappe al Tour de France e la Classica di Amburgo, classificandosi inoltre quinto al Giro delle Fiandre. Nel 2015 incrementa ancora il bottino di successi: vince la Driedaagse De Panne-Koksijde, il Giro delle Fiandre, una frazione al Giro di Svizzera e il Grand Prix de Ouest-France; coglie anche diverse vittorie minori e piazzamenti di prestigio, come il secondo posto alla Milano-Sanremo e alla Classica di Amburgo, due terzi posti di tappa al Tour de France e il quarto posto in linea ai campionati del mondo di Richmond.
Nel 2017 conquista due gare del calendario World Tour, la Rund um den Finanzplatz Eschborn-Frankfurt e la RideLondon-Surrey Classic, e si aggiudica il titolo europeo in linea a Herning, precedendo in volata Elia Viviani e Moreno Hofland. Il 24 settembre, in chiusura di una stagione in cui già aveva concluso per sette volte secondo, ottiene la piazza d'onore anche nella prova in linea dei campionati del mondo di Bergen, superato allo sprint da Peter Sagan.

## Palmarès

### Strada
- 2005 (Juniores)

4ª tappa Tour de Lorraine (Joeuf > Pont-à-Mousson)
- 2006 (Glud & Marstrand Horsens)

1ª tappa Grenland Grand Prix
2ª tappa Grenland Grand Prix
1ª tappa, 2ª semitappa Jæren Sykkelfestival
- 2007 (Team Maxbo Bianchi, una vittoria)

Campionati norvegesi, Prova in linea
- 2008 (Joker Bianchi)

4ª tappa Ringerike Grand Prix (Hønefoss > Hønefoss)
Campionati norvegesi, Prova in circuito
- 2009 (Joker Bianchi)

3ª tappa Ringerike Grand Prix (Beitostølen > Vik i Hole)
Campionati norvegesi, Prova in linea Under-23
- 2011 (BMC Racing Team, una vittoria)

Campionati norvegesi, Prova in linea
- 2012 (Katusha Team, due vittorie)

3ª tappa, 1ª semitappa Driedaagse De Panne-Koksijde (De Panne > De Panne)
4ª tappa Giro di Danimarca (Ringe > Odense)
- 2013 (Katusha, sei vittorie)

3ª tappa, 1ª semitappa Driedaagse De Panne-Koksijde (De Panne > De Panne)
1ª tappa Giro di Norvegia (Fredrikstad > Sarpsborg)
2ª tappa Giro di Norvegia (Kongsberg > Skien)
5ª tappa Giro di Norvegia (Gjøvik > Hønefoss)
5ª tappa Giro di Svizzera (Buochs > Leuggern)
2ª tappa Tour des Fjords (Hjelmeland > Forsand)
- 2014 (Team Katusha, quattordici vittorie)

2ª tappa Tour of Oman (Al Bustan > Quriyat)
Milano-Sanremo
Rund um den Finanzplatz Eschborn-Frankfurt
1ª tappa Giro di Norvegia (Larvik > Larvik)
5ª tappa Giro di Norvegia (Gjøvik > Hønefoss)
2ª tappa Tour des Fjords (Eidfjord > Haugesund)
4ª tappa Tour des Fjords (2020park > Stavanger)
5ª tappa Tour des Fjords (Risavika > Stavanger)
Classifica generale Tour des Fjords
12ª tappa Tour de France (Bourg-en-Bresse > Saint-Étienne)
15ª tappa Tour de France (Tallard > Nîmes)
2ª tappa Arctic Race of Norway (Honningsvåg > Alta)
4ª tappa Arctic Race of Norway (Tromsø > Tromsø)
Classica di Amburgo
- 2015 (Team Katusha, venti vittorie)

2ª tappa Tour of Qatar (Al Wakrah > Al Khor Corniche)
4ª tappa Tour of Qatar (Al Thakhira > Mesaieed)
5ª tappa Tour of Qatar (Al Zubarah Fort > Madinat ash Shamal)
3ª tappa Tour of Oman (Al Musannah Sports City > Al Musannah Sports City)
1ª tappa Parigi-Nizza (Saint-Rémy-lès-Chevreuse > Contres)
1ª tappa Driedaagse De Panne-Koksijde (De Panne > Zottegem)
2ª tappa Driedaagse De Panne-Koksijde (Zottegem > Koksijde)
3ª tappa, 1ª semitappa Driedaagse De Panne-Koksijde (De Panne > De Panne)
Classifica generale Driedaagse De Panne-Koksijde
Giro delle Fiandre
Scheldeprijs
1ª tappa Giro di Norvegia (Årnes > Sarpsborg)
2ª tappa Giro di Norvegia (Drammen > Langesund)
1ª tappa Tour des Fjords (Bergen > Norheimsund)
2ª tappa Tour des Fjords (Jondal > Haugesund)
3ª tappa Tour des Fjords (Stord > Sauda)
Grosser Preis des Kantons Aargau
7ª tappa Giro di Svizzera (Bienne > Düdingen)
1ª tappa Arctic Race of Norway (Harstad > Harstad)
Grand Prix de Ouest-France
- 2016 (Team Katusha, tredici vittorie)

2ª tappa Tour of Qatar (Qatar University > Qatar University)
4ª tappa Tour of Qatar (Al Zubarah Fort > Madinat ash Shamal)
5ª tappa Tour of Qatar (Sealine Beach Resort > Doha Corniche)
3ª tappa Tour of Oman (Al Sawadi Beach > Naseem Park)
6ª tappa Tour of Oman (The Wave Muscat > Matrah Corniche)
1ª tappa Driedaagse De Panne-Koksijde (De Panne > Zottegem)
Rund um den Finanzplatz Eschborn-Frankfurt
7ª tappa Tour of California (Santa Rosa > Santa Rosa)
1ª tappa Arctic Race of Norway (Fauske > Rognan)
2ª tappa Tour des Fjords (Stord > Odda)
3ª tappa Tour des Fjords (Ulvik > Suldalsosen)
5ª tappa Tour des Fjords (Hinna Park > Stavanger)
Classifica generale Tour des Fjords
- 2017 (Team Katusha Alpecin, nove vittorie)

2ª tappa Étoile de Bessèges (Nîmes > Rodilhan)
1ª tappa Tour of Oman (Al Sawadi Beach > Naseem Park)
4ª tappa Tour of Oman (Yiti > Ministry of Tourism)
6ª tappa Tour of Oman (The Wave Muscat > Matrah Corniche)
2ª tappa Driedaagse De Panne-Koksijde (Zottegem > Koksijde)
Rund um den Finanzplatz Eschborn-Frankfurt
RideLondon-Surrey Classic
Campionati europei, Prova in linea
2ª tappa Arctic Race of Norway (Sjøvegan > Bardufoss)
- 2018 (UAE Team Emirates, cinque vittorie)

6ª tappa Tour of Oman (Al Mouj Muscat > Matrah Corniche)
1ª tappa Abu Dhabi Tour (Madinat Zayed > Madinat Zayed)
Eschborn-Francoforte
Grosser Preis des Kantons Aargau
21ª tappa Tour de France (Houilles > Parigi/Champs Élysées)
- 2019 (UAE Team Emirates, sette vittorie)

1ª tappa Tour of Oman (Al Sawadi Beach > Suhar Corniche)
Gand-Wevelgem
5ª tappa Giro di Norvegia (Skien > Drammen)
Classifica generale Giro di Norvegia
Grosser Preis des Kantons Aargau
2ª tappa Giro di Germania (Marburgo > Gottinga)
1ª tappa, 1ª semitappa Okolo Slovenska (Bardejov > Bardejov)
- 2020 (UAE Team Emirates, una vittoria)

1ª tappa Tour de France (Nizza > Nizza)
- 2021 (UAE Team Emirates, due vittorie)

2ª tappa Giro di Germania (Sangerhausen > Ilmenau)
4ª tappa Giro di Germania (Erlangen > Norimberga)
- 2022 (Intermarché-Wanty-Gobert Matériaux, cinque vittorie)

Clásica de Almería
Scheldeprijs
6ª tappa Giro di Norvegia (Stavanger > Stavanger)
Circuit Franco-Belge
2ª tappa Giro di Germania (Meiningen > Marburgo)
- 2023 (Uno-X Pro Cycling Team, due vittorie)

1ª tappa Volta ao Algarve (Portimão > Lagos)
3ª tappa Giro di Norvegia (Stavanger > Stavanger)
- 2024 (Uno-X Mobility, otto vittorie)

Elfstedenronde
Antwerp Port Epic
4ª tappa Giro di Norvegia (Stavanger > Stavanger)
Heistse Pijl
1ª tappa Arctic Race of Norway (Bodø > Rognan)
2ª tappa Arctic Race of Norway (Beiarn > Fauske)
1ª tappa Giro di Croazia (Vodizze > Signo)
5ª tappa Giro di Croazia (Ozalj > Karlovac)
- 2025 (Uno-X Mobility, due vittorie)

3ª tappa Vuelta a Andalucía (Arjona > Pozoblanco)
2ª tappa Arctic Race of Norway (Tennevoll > Sørreisa)

#### Altri successi
- 2006 (Glud & Marstrand Horsens)

2ª tappa Jessheim
- 2007 (Team Maxbo Bianchi)

2ª tappa Fana Sykkelfestival
Classifica generale Fana Sykkelfestival
- 2009 (Joker Bianchi)

DNB Nor Cup 3
- 2011 (BMC Racing Team)

DNB Nor Cup 3
- 2012 (Katusha Team)

Classifica a punti Driedaagse De Panne-Koksijde
DNB Nor Cup 3
Sandefjord Grand Prix
Classifica a punti Giro di Danimarca
Classifica giovani World Ports Classic
- 2013 (Katusha)

Classifica a punti Driedaagse De Panne-Koksijde
3ª tappa Tour des Fjords (Risavika > Stavanger, cronosquadre)
- 2014 (Team Katusha)

Harelbeke Criterium
Classifica a punti Giro di Norvegia
Classifica a punti Tour des Fjords
Spektakel van Steenwijk
Sparkassen Giro Bochum Wochenende Tag 1
Classifica a punti Arctic Race of Norway
- 2015 (Team Katusha)

Classifica a punti Tour of Qatar
Classifica a punti Driedaagse De Panne-Koksijde
Classifica a punti Giro di Norvegia
Classifica a punti Tour des Fjords
Classifica a punti Arctic Race of Norway
- 2016 (Team Katusha)

Classifica a punti Tour of Qatar
Classifica a punti Driedaagse De Panne-Koksijde
Classifica a punti Tour des Fjords
- 2017 (Team Katusha Alpecin)

Classifica a punti Étoile de Bessèges
Classifica a punti Tour of Oman
Classifica a punti Driedaagse De Panne-Koksijde
Classifica a punti Tour of Britain
- 2019 (UAE Team Emirates)

Classifica a punti Giro di Norvegia
- 2021 (UAE Team Emirates)

Classifica a punti Arctic Race of Norway
- 2023 (Uno-X Pro Cycling Team)

Classifica a punti Giro di Croazia

## Piazzamenti

### Grandi Giri
- Giro d'Italia

2011: 157º
2012: 149º
- Tour de France

2013: 147º
2014: 125º
2015: 130º
2016: 149º
2017: 130º
2018: 114º
2019: 139º
2020: 132º
2022: 101º
2023: 134º
2024: 131º

### Classiche monumento
- Milano-Sanremo

2012: 131º
2013: 8º
2014: vincitore
2015: 2º
2016: 6º
2017: 4º
2018: 4º
2019: 14º
2020: 83º
2021: 88º
2022: 26º
2024: 85º
- Giro delle Fiandre

2012: 15º
2013: 4º
2014: 5º
2015: vincitore
2016: 4º
2017: 5º
2018: 16º
2019: 3º
2020: 3º
2021: 18º
2022: 10º
2023: 18º
2024: 74º
2025: 55º
- Parigi-Roubaix

2010: ritirato
2011: ritirato
2012: 57º
2013: 9º
2014: ritirato
2015: 10º
2016: 48º
2017: ritirato
2018: 57º
2019: 56º
2021: 14º
2022: 12º
2023: 15º
2024: 21º
2025: ritirato

### Competizioni mondiali
- Campionati del mondo

Verona 2004 - In linea Juniors: 104º
Salisburgo 2005 - Cronometro Juniors: 21º
Salisburgo 2005 - In linea Juniors: 10º
Salisbugo 2006 - In linea Under-23: 96º
Stoccarda 2007 - In linea Under-23: 108º
Varese 2008 - In linea Under-23: 17º
Mendrisio 2009 - In linea Under-23: ritirato
Geelong 2010 - In linea Elite: 69º
Ponferrada 2014 - In linea Elite: 8º
Richmond 2015 - In linea Elite: 4º
Doha 2016 - Cronosquadre: 8º
Doha 2016 - In linea Elite: 7º
Bergen 2017 - Cronosquadre: 9º
Bergen 2017 - In linea Elite: 2º
Yorkshire 2019 - In linea Elite: 7º
Fiandre 2021 - In linea Elite: 21º
Wollongong 2022 - In linea Elite: 6º
Glasgow 2023 - In linea Elite: ritirato
- Giochi olimpici

Londra 2012 - In linea: 3º

### Competizioni europee
- Campionati europei

Valkenburg 2006 - In linea Under-23: ritirato
Stresa 2008 - Cronometro Under-23: 23º
Hooglede-Gits 2009 - In linea Under-23: 7º
Herning 2017 - In linea Elite: vincitore
Glasgow 2018 - In linea Elite: 11º
Alkmaar 2019 - In linea Elite: 4º
Plouay 2020 - In linea Elite: ritirato
Trento 2021 - In linea Elite: ritirato
Monaco di Baviera 2022 - In linea Elite: 8º
Limburgo 2024 - In linea Elite: 5º

## Riconoscimenti
- Trofeo del Re del Comitato Olimpico Norvegese nel 2007